# Soomaaliyeey toosoo
 (février 2011).
Si vous disposez d'ouvrages ou d'articles de référence ou si vous connaissez des sites web de qualité traitant du thème abordé ici, merci de compléter l'article en donnant les références utiles à sa vérifiabilité et en les liant à la section « Notes et références ».

Soomaaliyeey toosoo (Somalie, éveille-toi), a été l'hymne national de la Somalie de 1990 à 1992 il a été composé par Ali Mire Awale en juillet 1947. Cet hymne a remplacé l'ancien hymne sans paroles en 2001[réf. nécessaire]. Le 1er août 2012, il a été remplacé comme hymne national par Qolobaa Calankeed.

## Texte en somali
Soomaaliyeey toosoo

Toosoo isku tiirsada ee

Hadba kiina taagdaranee

Taageera waligiinee

Idinkaysu tookhaayoo

Idinkaysu taamaayee

Aadamuhu tacliin barayoo

Waddankiisa taamyeeloo

## Texte en anglais
Somalia wake up,

Wake up and lean on each other

Support your country

Support them forever.

Stop fighting each other

Come back with strength and joy and be friends again

It's time to look forward and take command

Defeat your enemies and unite once again.

## Traduction en français
Somalie, éveille-toi, 

Éveille-toi, appuyez-vous les uns sur les autres

Soutenez votre pays

Soutenez-les toujours
Cessez de vous combattre 

Retrouvez force et joie, soyez amis de nouveau

Il est temps de regarder de l'avant et de prendre les choses en main

Abattez vos ennemis et unissez-vous de nouveau.